# Isopyrazam
Isopyrazam ist ein Gemisch von vier isomeren chemischen Verbindungen aus der Gruppe der Pyrazole und Carboxamide.

## Eigenschaften
Isopyrazam ist ein weißes geruchloses Pulver, das praktisch unlöslich in Wasser ist. Es ist eine Mischung aus
- zwei syn-Isomeren  3-(Difluormethyl)-1-methyl-N-[(1RS,4SR,9RS)-1,2,3,4-tetrahydro-9-isopropyl-1,4-methanonaphthalen-5-yl]pyrazol-4-carboxamid und

- zwei anti-Isomeren 3-(Difluormethyl)-1-methyl-N-[(1RS,4SR,9SR)-1,2,3,4-tetrahydro-9-isopropyl-1,4-methanonaphthalen-5-yl]pyrazol-4-carboxamid.[3]

Das technische Produkt enthält 78–100 % syn- und maximal 15 % der anti-Isomere.

## Verwendung
Isopyrazam wird als Fungizid verwendet. Es wurde von Syngenta zur Bekämpfung des Black Sigatoka-Pilzes bei Bananen entwickelt und wirkt durch Hemmung der Succinat-Dehydrogenase. In Europa war es vor allem als Fungizid bei Getreide vorgesehen.

## Zulassung
Die EU-Kommission genehmigte die Verwendung von Isopyrazam als Pflanzenschutzmittel-Wirkstoff mit Wirkung zum 1. April 2013. Im Mai 2022 wurde die Genehmigung von der EU-Kommission entzogen, da Isopyrazam mittlerweile als reproduktionstoxisch eingestuft worden war und die Rückstände in Lebens- und Futtermitteln nicht vernachlässigbar waren.
In Deutschland und Österreich waren bis Juli 2022 gegen verschiedene Pilzkrankheiten beim Getreide Pflanzenschutzmittel (z. B. Bontima) mit diesem Wirkstoff zugelassen, in der Schweiz keine.
Isopyrazam wurde 2010 in England erstmals zugelassen.

## Sicherheitshinweise
Es gibt Hinweise darauf, dass Isopyrazam bei weiblichen Ratten Leber- und Uterustumore auslöst.